# Борисов, Пётр Михайлович
Пётр Михайлович Борисов — советский хозяйственный, государственный и политический деятель, Герой Социалистического Труда (1970).

## Биография
Родился в селе Подосиновка Центрально-Чернозёмной области в 1932 году. Русский. Осиротев в двухлетнем возрасте, воспитывался у односельчан на средства колхоза.
В 1950 году окончил ремесленное училище в Воронеже по специальности «медник-жестянщик».
В 1950—1954 годах — судовой разметчик, сборщик-достройщик завода № 444 Министерства судостроительной промышленности СССР в городе Николаеве.
В 1954—1957 годах служил в Военно-морском флоте.
С 1957 года бригадир судосборщиков Черноморского судостроительного завода.
В 1958 году вступил в КПСС.
Его бригада одной из первых удостоена звания «Коллектив коммунистического труда». Неоднократно награждался орденами и медалями.
Указом Президиума Верховного Совета СССР от 8 октября 1970 года присвоено звание Героя Социалистического Труда с вручением ордена Ленина и золотой медали «Серп и Молот».
В 1973 году бригаду Борисова была признана лучшей среди всех судостроительных коллективов СССР.
Был депутатом Верховного Совета СССР 9-го (1974—-1979, от Николаевского избирательного округа № 515 Николаевской области), 10-го(1979—1984), 11-го(1984—1989) созывов.
Работал на Черноморском судостроительном заводе до выхода на пенсию[когда?].
Жил в Николаеве.
Скончался 5 января 2019 года.
Похоронен в Николаеве на Мешковском кладбище (72-й сектор).

## Награды и звания
- Герой Социалистического Труда (08.10.1970), золотая медаль «Серп и Молот» № 13173[2]
- Орден Ленина (08.10.1970) № 391924[2]
- Орден Трудового Красного Знамени (28.04.1963)[2]
- Орден «Знак Почёта» (25.07.1966; 25.03.1974)[2]